# Première bataille de Séoul
 (mars 2020).
Si vous disposez d'ouvrages ou d'articles de référence ou si vous connaissez des sites web de qualité traitant du thème abordé ici, merci de compléter l'article en donnant les références utiles à sa vérifiabilité et en les liant à la section « Notes et références ».
Guerre de Corée
Batailles
Offensive nord-coréenne :

(juin 1950 - septembre 1950)
- Pokpung
- Chuncheon
- Séoul (1re)
- Busan (navale)
- Chumunjin
- Osan
- Pyeongtaek
- Cheonan
- Chochiwon
- Daejeon
- Sangju
- Yongdong
- Hwanggan
- Notch
- Périmètre de Busan

Contre-offensive de l'ONU :

(septembre 1950 - octobre 1950)
- Incheon
- Bombardement de Pyongyang
- Pyongyang

Intervention chinoise :

(octobre 1950 - avril 1951)
- Onjong
- Unsan
- Chongchon (Wawon)
- Réservoir de Chosin
- Évacuation de Hŭngnam
- Séoul (3e)
- Twin-Tunnels
- Jipyeong-ri
- Imjin
- Kapyong

Impasse :

(août 1951 - juillet 1953)
- Crèvecœur
- Fleuve Han
- Opération Commando
- Maryang San
- Suncheon
- Barrage de Sui-Ho
- Triangle Hill
- le Crochet
- Fleuve Samichon
- Armistice de Panmunjeom

Post armistice :
- Raid sur la Maison Bleue
- Attaque de l'EC-121
- Incident du peuplier
- Infiltration de Gangneung
- Guerre du crabe

La première bataille de Séoul (connue sous le nom de Libération de Séoul en Corée du Nord) était l'invasion nord-coréenne de la Corée du Sud au début de la guerre de Corée. Cela a entraîné la prise de la capitale par les forces nord-coréennes.

## Contexte
Le 25 juin 1950, les forces de l'Armée populaire coréenne franchissent le 38e parallèle. L'Armée populaire coréenne a utilisé une invasion de style blitzkrieg en utilisant des chars T-34 soutenus par l'artillerie. L'armée de la République de Corée n'avait aucun moyen d'arrêter l'assaut des chars car ils manquaient d'armes antichars et n'avaient aucun char. De plus, les forces sud-coréennes avaient fait sauter le pont sur la rivière Han (en) piégeant leurs propres soldats et tuant des centaines de réfugiés évacuant la ville. Dans les trois jours, les troupes nord-coréennes avaient pris le contrôle de la capitale.